# ۱۷۶ (قمری)
۱۷۶ (قمری)، صد و هفتاد و ششمین سال در گاهشماری هجری قمری است. اول محرم این سال برابر با دوم مه سال ۷۹۲ میلادی است.

## وابسته
- نافع مدنی